# The Moon and Sixpence (téléfilm)
Cet article concerne le remake du film The Moon and Sixpence (1942).
Pour plus de détails, voir Fiche technique et Distribution.
The Moon and Sixpence est un téléfilm américain réalisé par Robert Mulligan, diffusé en 1959.

## Synopsis
Charles Strickland, agent de change, quitte brusquement sa famille pour devenir artiste-peintre, à la suite de quoi sa femme Amy se suicide. Ayant rejoint à Paris une communauté d'artistes, il se lie d'amitié avec un couple, Dirk et Blanche Stroeve, mais devient bientôt l'amant de celle-ci, provoquant la séparation des époux. Charles s'installe ensuite à Tahiti où il épouse Ata, une jeune indigène, avant de contracter la lèpre.

## Fiche technique
- Titre original : The Moon and Sixpence
- Réalisation : Robert Mulligan
- Scénario : S. Lee Pogostin, d'après le court roman L'Envoûté (The Moon and Sixpence) de William Somerset Maugham
- Musique : John Geller
- Directeur artistique : Bob Wade
- Costumes : John Boxer
- Producteurs : David Susskind et Audrey Gellen (associée)
- Société de production : NBC
- Genre : Drame
- Couleur - 90 min
- Date de première diffusion ( États-Unis) : 30 octobre 1959

## Distribution
- Laurence Olivier[1] : Charles Strickland
- Geraldine Fitzgerald[2] : Amy Strickland
- Hume Cronyn : Dirk Stroeve
- Jessica Tandy : Blanche Stroeve
- Denholm Elliott : l'écrivain
- Judith Anderson : Tiare
- Jean Marsh : Ata
- Cyril Cusack : Dr Coutras
- Murray Matheson : MacAndrew

## Récompenses (sélection)
- 1960 : 12e cérémonie des Primetime Emmy Awards
  - Primetime Emmy Award du meilleur acteur dans une mini-série ou un téléfilm décerné à Laurence Olivier
  - Primetime Emmy Award de la meilleure réalisation pour une série télévisée dramatique décerné à Robert Mulligan